# 景観デザイン
景観デザイン（けいかんデザイン）
1. まちなみ景観に配慮した施設・工作物のデザイン
2. 特に土木景観に関するデザイン、土木構造物の意匠設計の呼称

景観デザインとは人間を取り巻く環境や風景などを、人間が美しく感じ誇りとするための科学である。美しい国土づくり・地域づくりのために、そこに暮らす人々の景観という要求(性能)に応えて満足を提供するもので、さらに文化、歴史、共生、連帯といった地域性を形成し、これを守り育む持続性や公共性の価値を地域の人々に付与するものである。つまり景観デザインは, 良好な見えや街並みといった外的側面(ハードウェア) と人々の営みや暮らしといった内的側面(ソフトウェア) とを併せ持つことにより、 景観づくりの地域課題を発見してこれを解決するものである。
人間と環境との関係が良好となるデザインを「景観デザイン」と定義するとき、その目的は人間と環境とが的に融合して、この要求性能を具体化する科学である必要がある。それはデザインに要求される用·強·美のすべてが満足された状況といえる。
持続性と公共性を考慮した工学としての景観デザインは、美しい地域を推進し運用する「人」を育て、快適な「空間」を創造するもので, 景観デザインは用強美のうち「美」のみに着目した“装飾性”や“高コスト”に結び付くものではなく、むしろ逆に周囲との統一性や環境、 エージングの考慮からコストダウンや環境保全、 審美性の向上につながるものとなるという。